# Neurophyseta upupalis
Neurophyseta upupalis is een vlinder uit de familie grasmotten (Crambidae). De wetenschappelijke naam van deze soort is voor het eerst gepubliceerd in 1862 door Achille Guenée.
De soort komt voor in Réunion.